# Marcillac-la-Croisille
Marcillac-la-Croisille is een gemeente in het Franse departement Corrèze (regio Nouvelle-Aquitaine) en telt 778 inwoners (1999). De plaats maakt deel uit van het arrondissement Tulle.

## Geografie
De oppervlakte van Marcillac-la-Croisille bedraagt 39,4 km², de bevolkingsdichtheid is 19,7 inwoners per km².
De onderstaande kaart toont de ligging van Marcillac-la-Croisille met de belangrijkste infrastructuur en aangrenzende gemeenten.

## Demografie
Onderstaande figuur toont het verloop van het inwonertal (bron: INSEE-tellingen).